# Triathalassothia argentina
Triathalassothia argentina är en fiskart som först beskrevs av Berg, 1897.  Triathalassothia argentina ingår i släktet Triathalassothia och familjen paddfiskar. Inga underarter finns listade i Catalogue of Life.
Triathalassothia argentina blir upp till 11,2 cm lång.
Denna fisk förekommer i västra Atlanten vid Uruguay och Argentina från mynningen av Paranáfloden till Golfo San Jorge. Den dyker till ett djup av 97 meter. Arten hittas vid klippor av sandsten eller andra bergarter. Den jagas av havsfåglar som skarvar (bland annat kejsarskarv och magellanskarv) och av fiskar som Zearaja chilensis.
För beståndet är inga hot kända. Hela populationen bedöms som stor. IUCN listar arten som livskraftig (LC).